# Lucile Cypriano
Lucile Cypriano (Châtenay-Malabry, 2 september 1996) is een Frans autocoureur.

## Carrière
Cypriano begon haar autosportcarrière in 2008 in het karting. Na vier seizoenen in de karts stapte ze in 2013 over naar het Franse Formule 4-kampioenschap. Haar enige punten kwamen met een achtste plaats op het Circuit Bugatti tijdens het eerste raceweekend, waardoor ze met vier punten als 21e in het kampioenschap eindigde.
In 2014 stapte Cypriano over naar de Volkswagen Scirocco R-Cup. Met twee achtste plaatsen op de Motorsport Arena Oschersleben en de Norisring als beste resultaten werd zij met 154 punten twaalfde in de eindstand.
In 2015 maakte Cypriano haar debuut in de Seat Leon Eurocup voor het team JSB Compétition. Op het Autódromo do Estoril behaalde zij haar eerste pole position in het kampioenschap en eindigde uiteindelijk achter Pol Rosell en Stian Paulsen als derde in de race. Later dat seizoen stond ze nogmaals op het podium op het Autodromo Nazionale Monza en behaalde ze haar eerste overwinning tijdens de laatste race op het Circuit de Barcelona-Catalunya. Mede hierdoor werd ze negende in de eindstand met 29 punten. Dat jaar maakte zij ook haar debuut in de TCR International Series voor JSB in een Seat León Cup Racer tijdens het raeweekend op het Circuit Ricardo Tormo Valencia, waarmee ze de eerste vrouw werd die in dit kampioenschap uitkwam. Ze eindigde als twaalfde in de eerste race, maar viel in de tweede race uit.